# 16 grudnia
16 grudnia jest 350. (w latach przestępnych 351.) dniem w kalendarzu gregoriańskim. Do końca roku pozostaje 15 dni.

## Święta
- Imieniny obchodzą: Agrykola (m.), Ananiasz, Adelajda, Albina, Alina, Deder, Dyter, Euzebiusz, Konkordiusz, Maria, Sebastian, Tyter, Walenty, Walentyn, Wolisław, Wolisława, Zdzisław i Zdzisława.
- Bahrajn – Dzień Narodowy
- Bangladesz – Dzień Zwycięstwa
- Kazachstan – Dzień Niepodległości
- Republika Południowej Afryki – Dzień Pojednania
- Wspomnienia i święta w Kościele katolickim[1][2] obchodzą:
  - św. Adelajda Burgundzka, cesarzowa
  - św. Albina z Cezarei, dziewica i męczennica
  - bł. Honorat Koźmiński, prezbiter
  - św. Irenion z Gazy, biskup
  - bł. Klemens Marchisio, prezbiter
  - św. Ludhael, król Dumnonii[3]
  - bł. Maria od Aniołów (Maria Anna Fontanella), karmelitanka
  - bł. Sebastian Maggi, prezbiter

## Wydarzenia w Polsce

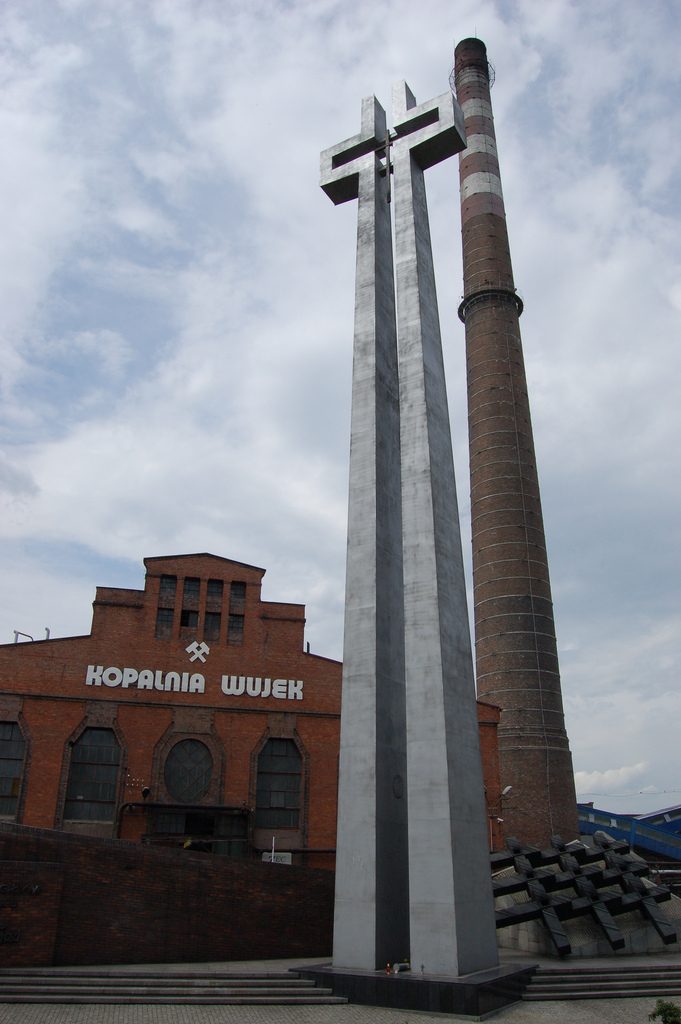
Krzyż upamiętniający ofiary pacyfikacji Kopalni Węgla Kamiennego „Wujek”

- 1261 – Lokowano wrocławskie Nowe Miasto.
- 1577 – Po zakończeniu wojny Rzeczypospolitej z Gdańskiem król Stefan Batory wjechał uroczyście do miasta i przyjął przysięgę wierności od rady miejskiej oraz potwierdził jego przywileje.
- 1637 – Wojska polskie rozbiły pod Kumejkami kozackie oddziały powstańcze Pawła Pawluka.
- 1653 – Powstanie Chmielnickiego: została zawarta polsko-kozacka ugoda, która zakończyła oblężenie polskiego obozu pod Żwańcem.
- 1703 – W nocy z 15 na 16 grudnia wichura zerwała hełm Wieży Zegarowej na Wawelu.
- 1740 – Król Prus Fryderyk II Wielki wkroczył na Śląsk; początek I wojny śląskiej i wojny o sukcesję austriacką.
- 1761 – Wojna siedmioletnia: po 5 miesiącach oblężenia przez Rosjan skapitulowała twierdza Kołobrzeg.
- 1770 – W Niestanicach odbył się ślub Szczęsnego Potockiego z Gertrudą Komorowską.
- 1863 – Powstanie styczniowe:
  - W bitwie pod Bodzechowem jazda powstańcza z II Korpusu gen. Józefa Hauke-Bosaka została rozbita przez pułk smoleński płk. Ksawerego Czengiery’ego. W starciu dostał się do niewoli rosyjskiej ciężko ranny płk. Zygmunt Chmieleński.
  - W bitwie pod Janikiem Rosjanie zaskoczyli i kompletnie rozbili trzystuosobowy oddział kpt. Łady.
- 1918:
  - Naczelnik Państwa Józef Piłsudski wydał dekret na mocy którego cały majątek Kościoła prawosławnego został oddany pod zarząd państwowy.
  - Wojna polsko-ukraińska: zwycięstwo wojsk polskich w bitwie o Chyrów.
  - Założono Komunistyczną Partię Robotniczą Polski (od 1925 roku pod nazwą Komunistyczna Partia Polski).
- 1920 – Julian Fałat założył w Toruniu Konfraternię Artystów.
- 1922:
  - Endecki fanatyk Eligiusz Niewiadomski zastrzelił w warszawskiej „Zachęcie” prezydenta RP Gabriela Narutowicza. P.o. prezydenta został marszałek Sejmu Maciej Rataj.
  - Gen. Władysław Sikorski został premierem RP.
- 1941 – Niemcy utworzyli getto żydowskie w Brześciu nad Bugiem.
- 1943 – W Wygodzie Niemcy rozstrzelali 20 żołnierzy Armii Ludowej i Armii Krajowej za sabotaż w hucie „Raków”.
- 1948 – Ukazały się pierwsze wydania „Gazety Poznańskiej” i „Trybuny Ludu”.
- 1952 – Na podstawie wyroków Najwyższego Sądu Wojskowego w Warszawie zostali straceni kmdr por. Zbigniew Przybyszewski i kmdr Stanisław Mieszkowski, oskarżeni o „próbę obalenia władzy ludowej”.
- 1963 – Nieznani sprawcy podpalili stadion Cracovii, który doszczętnie spłonął.
- 1970 – Grudzień 1970: strajk rozszerzył się na kolejne zakłady na Wybrzeżu. Stocznia Gdańska została otoczona i ostrzelana przez wojsko.
- 1972 – W Gdańsku oddano do użytku Halę Olivia.
- 1975 – Premiera pierwszego odcinka serialu Dyrektorzy w reżyserii Zbigniewa Chmielewskiego.
- 1980 – W Gdańsku odsłonięto Pomnik Poległych Stoczniowców 1970.
- 1981 – Stan wojenny: w Katowicach oddziały ZOMO i wojska dokonały pacyfikacji KWK „Wujek”, w wyniku której zginęło na miejscu lub zmarło w szpitalach 9 górników, a 21 zostało rannych.
- 1984 – Zakończył się strajk szkolny w Zespole Szkół Zawodowych we Włoszczowie.
- 1991 – Zawarto układ stowarzyszeniowy między Polską a Wspólnotami Europejskimi.
- 1996 – Rozpoczęło nadawanie Radio Gniezno.
- 1997 – W Suwałkach odnotowano powojenny krajowy rekord wysokiego ciśnienia atmosferycznego[4]
- 2005 – Odchodzący prezydent Aleksander Kwaśniewski zastosował prawo łaski wobec byłego wiceministra spraw wewnętrznych Zbigniewa Sobotki, skazanego za udział w tzw. aferze starachowickiej.
- 2016 – Początek tzw. kryzysu sejmowego.

## Wydarzenia na świecie

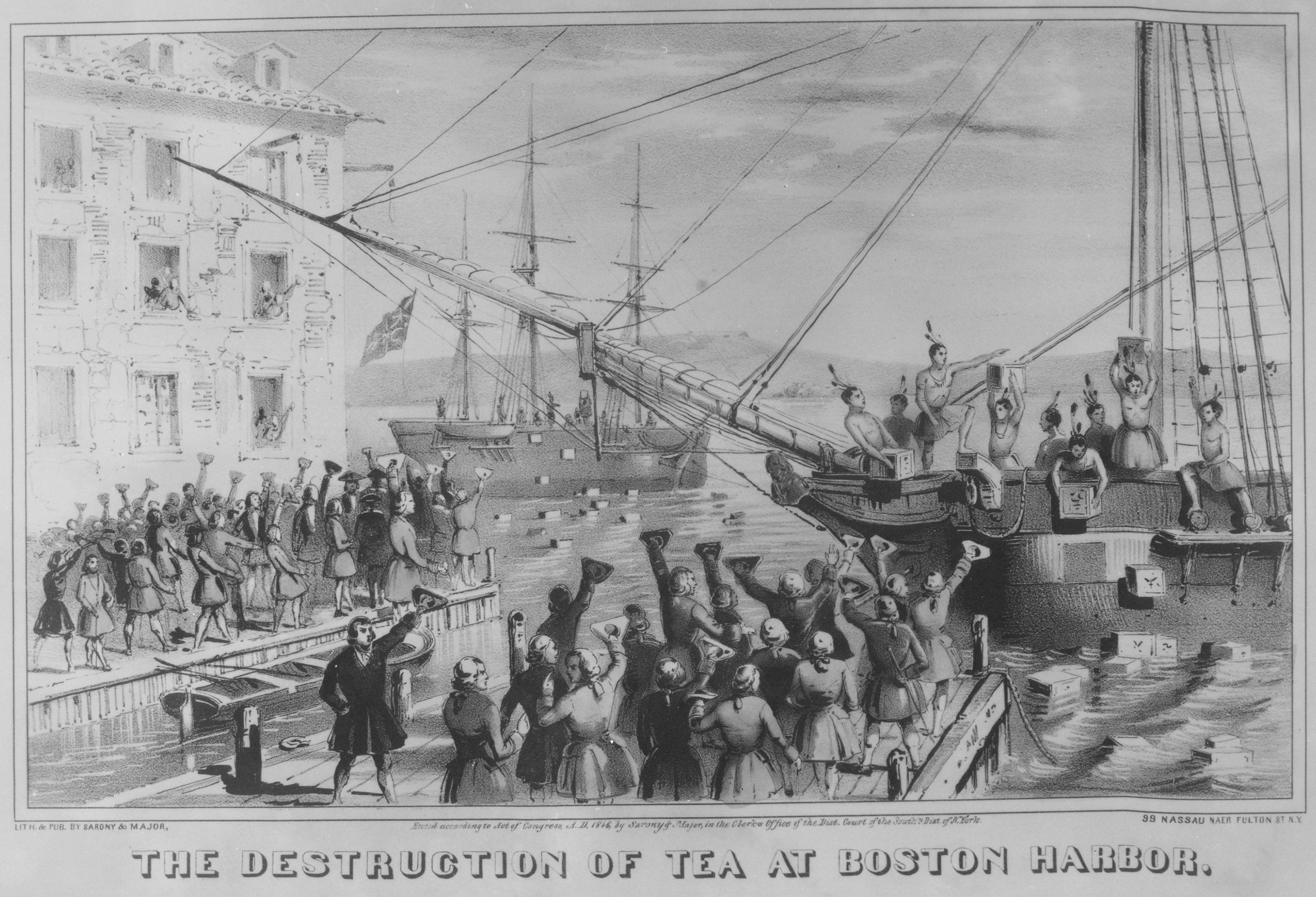
Bostońska herbatka (1773) na litografii z XIX wieku

- 755 – W Chinach wybuchła rebelia pod wodzą An Lushana, skierowana przeciwko władcom z dynastii Tang.
- 882 – Maryn I został wybrany na papieża.
- 944 – Na rozkaz synów Stefana i Konstantyna został aresztowany cesarz bizantyński Roman I Lekapen, a następnie zesłany na wyspę Proti (dziś Kınalıada), gdzie zmarł jako mnich.
- 955 – Jan XII został wybrany na papieża.
- 1124 – Kardynał Teobaldo Boccapecora został wybrany na papieża (jako Celestyn II), ostatecznie jednak nie objął urzędu.
- 1332 – Pretendent do tronu Szkocji Edward Balliol poniósł klęskę w bitwie pod Annan ze zwolennikami króla Dawida II Bruce’a.
- 1388 – Pierwsza wzmianka o Mołodecznie.
- 1415 – Podpisano traktat pokojowy kończący wojnę pomorsko-brandenburską.
- 1431 – 10-letni król Anglii Henryk VI Lancaster został koronowany na króla Francji w paryskiej katedrze Notre-Dame.
- 1460 – Wojna Dwóch Róż: zwycięstwo Lancasterów nad Yorkami w bitwie pod Worksop.
- 1526 – Ferdynand I Habsburg został wybrany na króla Węgier i Chorwacji.
- 1575 – Trzęsienie ziemi i wywołane nim tsunami zniszczyło miasto Valdivia w południowym Chile.
- 1598 – Wojna japońsko-koreańska: klęska floty japońskiej w bitwie morskiej pod Noryang.
- 1631 – Erupcja Wezuwiusza.
- 1645 – Książę Siedmiogrodu Jerzy I Rakoczy podpisał pokój z Austrią.
- 1653 – Oliver Cromwell został Lordem Protektorem Anglii, Szkocji i Irlandii.
- 1689 – Angielski parlament uchwalił Deklarację praw.
- 1701 – Ponad rok po śmierci patriarchy Moskwy i całej Rusi Adriana car Piotr I Wielki wyznaczył metropolitę riazańskiego Stefana (Jaworskiego) locum tenens patriarchatu moskiewskiego.
- 1707 – Ostatnia do tej pory erupcja japońskiego wulkanu Fudżi.
- 1773 – W porcie w Bostonie w proteście przeciwko polityce fiskalnej metropolii grupa mężczyzn z organizacji Synowie Wolności wdarła się w nocy na trzy statki należące do Brytyjskiej Kompanii Wschodnioindyjskiej, wrzucając do wody cały znajdujący się na nich ładunek chińskiej herbaty (tzw. herbatka bostońska).
- 1778 – Zwycięstwo Anglików nad Francuzami w bitwie o wyspę Saint Lucia·
- 1779 – Kōkaku został intronizowany na 119. cesarza Japonii.
- 1795 – Papież Pius VI wydał brewe potępiające insurekcję kościuszkowską, nazywając ją przedsięwzięciem bezbożnym.
- 1808 – Wojna na Półwyspie Iberyjskim: zwycięstwo wojsk francuskich nad hiszpańskimi w bitwie pod Cardedeu.
- 1811 – W dolinie Missisipi, w okolicy miasta New Madrid, doszło na najpotężniejszego trzęsienia ziemi w historii USA o sile ok. 8 stopni w skali Richtera. Zniszczeniu uległo 5 miasteczek, a rzeka Missisipi na krótki czas odwróciła swój bieg.
- 1815 – Zniesiono statut kolonialny Brazylii i ogłoszono ją królestwem wchodzącym w skład unii realnej Zjednoczonego Królestwa Portugalii, Brazylii i Algarve.
- 1828 – Przyjęto pierwszy wzór flagi Urugwaju.
- 1838 – Wielki Trek: zwycięstwo wojsk burskich nad zuluskimi w bitwie nad Blood River.
- 1848 – Vincenzo Gioberti został premierem Królestwa Sardynii.
- 1857 – Ponad 11 tys. osób zginęło w trzęsieniu ziemi z epicentrum w regionie Basilicata w południowych Włoszech.
- 1864 – Pod Nashville zakończyła się ostatnia bitwa wojny secesyjnej.
- 1880 – Wybuchła I wojna burska.
- 1886 – René Goblet został premierem Francji.
- 1899 – Założono włoski klub piłkarski A.C. Milan.
- 1900 – Niemiecka korweta SMS „Gneisenau” zatonęła w czasie sztormu koło hiszpańskiej Malagi, w wyniku czego zginęło 40 członków załogi.
- 1907 – Na rozkaz prezydenta Theodore’a Roosevelta 16 amerykańskich pancerników wyruszyło w rejs dookoła świata.
- 1910 – We francuskim Issy-les-Moulineaux swój pierwszy i jedyny lot odbył pierwszy na świecie samolot z silnikiem odrzutowym Coandă 1910. W czasie zakończonego wypadkiem lotu jego konstruktor i pilot Rumun Henri Coandă po raz pierwszy zaobserwował efekt aerodynamiczny, nazwany później efektem Coandy.
- 1912 – I wojna bałkańska: zwycięstwo floty greckiej nad turecką w bitwie koło przylądka Elli.
- 1914 – I wojna światowa: 137 osób zginęło, a 592 zostały ranne w wyniku ataku niemieckiej marynarki wojennej na brytyjskie portowe miasta Scarborough, Hartlepool i Whitby.
- 1917 – W brazylijskiej Kurytybie powołano polonijny Polski Komitet Centralny.
- 1920 – Około 200 tys. osób zginęło w trzęsieniu ziemi w północno-wschodnich Chinach.
- 1921:
  - Georges Theunis został premierem Belgii.
  - W trzydniowym plebiscycie mieszkańcy Sopronu i okolicznych gmin zdecydowali o pozostaniu w granicach Węgier, odrzucając możliwość przyłączenia do Austrii.
- 1925 – Liga Narodów ustaliła przebieg granicy turecko-irackiej, przyznając Irakowi sporną kurdyjską prowincję Mosul.
- 1930 – Założono klub piłkarski Real Madryt Castilla.
- 1931:
  - Koalicja demokratycznych partii i organizacji niemieckich utworzyła w Magdeburgu tzw. „Front Żelazny”.
  - Wyburzono Cerkiew Odkupienia w Moskwie.
- 1932 – W pożarze domu towarowego „Shirokiya” w Tokio zginęło 14 osób, a 67 zostało rannych.
- 1933:
  - Alejandro Lerroux został po raz drugi premierem Hiszpanii.
  - W Budapeszcie uruchomiono komunikację trolejbusową.
- 1938:
  - Adolf Hitler ustanowił odznaczenie Krzyż Honorowy Niemieckiej Matki.
  - Marszałek polny Plaek Pibulsongkram został premierem Tajlandii.
  - Premiera amerykańskiego filmu fantasy Decydująca noc w reżyserii Edwina L. Marina.
- 1939 – Wojna zimowa: rozpoczęła się bitwa pod Summą.
- 1940 – W nocy z 16 na 17 grudnia 134 samoloty RAF dokonały nalotu bombowego na Mannheim.
- 1941:
  - Kampania śródziemnomorska: u zachodniego wybrzeża Krety włoski torpedowiec „Orione” omyłkowo staranował i zatopił wraz z całą, 43-osobową załogą niemiecki okręt podwodny U-557, biorąc go za jednostkę brytyjską.
  - Wojna na Pacyfiku: rozpoczęła się bitwa o Borneo.
  - Wszedł do służby największy pancernik świata i największy okręt II wojny światowej japoński „Yamato”.
- 1942 – Björn Þórðarson został premierem Islandii.
- 1943:
  - Kampania śródziemnomorska: u wybrzeża Algierii amerykańskie niszczyciele zatopiły niemiecki okręt podwodny U-73. Zginęło 16 członków załogi, uratowano 34.
  - W zderzeniu dwóch pociągów osobowych pod Lumberton w amerykańskim stanie Karolina Północna zginęły 73 osoby, a 187 zostało rannych.
- 1944:
  - Niemiecki pocisk rakietowy V2 uderzył w budynek kina w belgijskiej Antwerpii, w wyniku czego zginęło 567 osób.
  - Rozpoczęła się niemiecka ofensywa w Ardenach.
- 1945 – Rozpoczęła się konferencja moskiewska zwołana dla ustalenia powojennego kształtu Japonii i Korei.
- 1946:
  - Léon Blum został przewodniczącym tymczasowego rządu francuskiego.
  - W Paryżu powstał dom mody Christiana Diora.
- 1947 – Amerykanie John Bardeen i Walter Houser Brattain z Bell Labs skonstruowali pierwszy działający typ tranzystora (tzw. tranzystor ostrzowy).
- 1951 – Odbyło się referendum zjednoczeniowe w wyniku którego powstał niemiecki kraj związkowy Badenia-Wirtembergia.
- 1955 – Założono Uniwersytet w Antananarywie na Madagaskarze.
- 1957 – Feroz Khan Noon został premierem Pakistanu.
- 1958 – W stolicy Buriacji Ułan-Ude uruchomiono komunikację tramwajową.
- 1960:
  - 134 osoby zginęły w zderzeniu samolotów pasażerskich Douglas DC-8 i Super Constellation podczas burzy śnieżnej nad Nowym Jorkiem.
  - Zdławiono pucz wojskowy w Etiopii.
- 1961 – Isa ibn Salman Al Chalifa został koronowany na emira Bahrajnu.
- 1962:
  - John Paul Scott i Darl Parker podjęli ostatnią przed zamknięciem więzienia próbę ucieczki z wyspy Alcatraz koło San Francisco. Po wygięciu krat w oknie kuchennej sutereny wydostali się na zewnątrz i wskoczyli do wody. Obu wkrótce znaleziono na skałach w stanie głębokiej hipotermii.
  - Ustanowiono flagę Nepalu.
- 1965:
  - Egipt, Ghana, Kongo, Mali i Mauretania dołączyły do Gwinei i Tanzanii i zerwały stosunki dyplomatyczne z Wielką Brytanią, za niepodjęcie przez nią działań militarnych przeciwko swej kolonii Rodezji (obecnie Zimbabwe), gdzie 11 listopada biała mniejszość ogłosiła jednostronnie niepodległość.
  - Taufaʻahau Tupou IV został zaprzysiężony na króla Tonga.
- 1966 – Zgromadzenie Ogólne ONZ uchwaliło Międzynarodowe Pakty Praw Człowieka.
- 1968 – Hiszpański rząd formalnie unieważnił Edykt z Alhambry wydany 31 marca 1492 roku przez Królów Katolickich Hiszpanii Izabelę I Kastylijską i Ferdynanda II Aragońskiego, nakazujący wypędzenie Żydów z Królestwa Hiszpanii i jej posiadłości do 31 lipca tego roku.
- 1969 – Premiera musicalu filmowego Hello, Dolly! w reżyserii Gene’a Kelly’ego.
- 1970 – Premiera filmu Love Story w reżyserii Arthura Hillera.
- 1971:
  - Chalifa ibn Salman Al Chalifa został pierwszym premierem Bahrajnu, sprawującym ten urząd nieprzerwanie do śmierci w 2020 roku (najdłużej na świecie).
  - Dotychczasowy Pakistan Wschodni uzyskał niepodległość (jako Bangladesz) dzięki zwycięstwu, przy wsparciu wojsk indyjskich, w wojnie z Pakistanem Zachodnim.
- 1973:
  - Premiera filmu Papillon w reżyserii Franklina J. Schaffnera.
  - W katastrofie należącego do Aerofłotu samolotu Tu-124 pod Wilnem zginęło 51 osób.
- 1977 – W Waszyngtonie podpisano amerykańsko-kubański traktat o wspólnej granicy morskiej.
- 1978:
  - 106 zginęło a 218 zostało rannych w zderzeniu pociągów w chińskiej prowincji Anhui.
  - ChRL i USA poinformowały o nawiązaniu stosunków dyplomatycznych z dniem 1 stycznia 1979 roku.
- 1986 – Wybuchła wojna libijsko-czadyjska (tzw. „Toyota War”).
- 1987 – Premiera filmu Wpływ księżyca w reżyserii Normana Jewisona.
- 1988 – Premiery filmów: Niebezpieczne związki w reżyserii Stephena Frearsa i Rain Man w reżyserii Barry’ego Levinsona.
- 1989 – W Rumunii wybuchło powstanie przeciwko komunistycznemu dyktatorowi Nicolae Ceaușescu.
- 1990 – Jean-Bertrand Aristide wygrał wybory prezydenckie na Haiti.
- 1991:
  - Bundestag ratyfikował polsko-niemiecki traktat graniczny.
  - Kazachstan ogłosił niepodległość (od ZSRR).
  - Podpisano układy o stowarzyszeniu między Wspólnotami Europejskimi a Polską, Czechosłowacją i Węgrami.
- 1992 – Uchwalono konstytucję Republiki Czeskiej.
- 1996 – Budynek ambasady Japonii w stolicy Peru Limie został opanowany podczas przyjęcia dyplomatycznego przez uzbrojonych członków skrajnie lewicowego Ruchu Rewolucyjnego im. Tupaca Amaru (MRTA), którzy po wzięciu zakładników rozpoczęli okupację placówki.
- 1997 – Około 700 japońskich dzieci trafiło do szpitali z objawami epilepsji po obejrzeniu odcinka serialu animowanego z Pokémonami.
- 1998 – Rozpoczęły się amerykańsko-brytyjskie naloty na Irak (operacja „Pustynny Lis”).
- 2006:
  - W Gibraltarze wylądował pierwszy samolot pasażerski hiszpańskich linii lotniczych Iberia.
- 2007 – W Kirgistanie odbyły się wybory parlamentarne.
- 2009 – Brazylijski senat zaaprobował przyjęcie Wenezueli do Mercosuru.
- 2011:
  - Katastrofa elektrowni jądrowej Fukushima I: japoński rząd i właściciel elektrowni przedsiębiorstwo TEPCO ogłosiły, że temperatura w reaktorach spadła do poziomu poniżej którego można je uznać za wyłączone.
  - W Żangaözen w Kazachstanie w trakcie tłumienia zamieszek siły porządkowe użyły ostrej amunicji, w wyniku czego zginęło od 14 do kilkudziesięciu osób.
- 2012 – W przedterminowych wyborach do japońskiej Izby Reprezentantów zwyciężyła opozycyjna Partia Liberalno-Demokratyczna.
- 2014 – 145 osób (w tym 132 dzieci) zginęło w ataku talibów na szkołę wojskową w Peszawarze.
- 2015 – Została zdelegalizowana Komunistyczna Partia Ukrainy.
- 2016 – Wadim Krasnosielski został prezydentem Naddniestrza.
- 2018 – Salome Zurabiszwili objęła, jako pierwsza kobieta, urząd prezydenta Gruzji.
- 2023:
  - Andry Rajoelina został po raz drugi prezydentem Madagaskaru.
  - Miszal al-Ahmad al-Dżabir as-Sabah został emirem Kuwejtu.

## Eksploracja kosmosu
- 2004 – Amerykańska sonda kosmiczna Voyager 1 przekroczyła granicę szoku końcowego i znalazła się w obszarze płaszcza Układu Słonecznego.

## Urodzili się
- 1364 – Manuel III Wielki Komnen, cesarz Trapezuntu (zm. 1417)
- 1485 – Katarzyna Aragońska, królowa Anglii (zm. 1536)
- 1522 – Honoriusz I Grimaldi, senior Monako (zm. 1581)
- 1534 – Hans Bol, flamandzki malarz, rysownik, ilustrator (zm. 1593)
- 1545 – Jan Eustachy von Westernach, niemiecki arystokrata, administrator urzędu wielkiego mistrza i mistrz krajowy niemiecki zakonu krzyżackiego (zm. 1627)
- 1597 – Pieter de Neyn, holenderski malarz pejzażysta (zm. 1639)
- 1614 – Eberhard III, książę Wirtembergii (zm. 1674)
- 1622 – (26 grudnia wg kal. greg.) Cort Adeler, duński żeglarz (zm. 1675)
- 1623 – Herkules Grimaldi, monakijski następca tronu (zm. 1651)
- 1627 – Jan Herbinius, polski duchowny ewangelicki, uczony, pedagog, filantrop (zm. 1679)
- 1643 – Michel Le Tellier, francuski jezuita, polityk, pisarz (zm. 1719)
- 1705 – Andrea Basili, włoski kompozytor, teoretyk muzyki (zm. 1777)
- 1708 – Rochus Friedrich Lynar, duński dyplomata (zm. 1783)
- 1716 – Louis-Jules Mancini-Mazarini, francuski arystokrata, dyplomata, pisarz (zm. 1798)
- 1742 – Gebhard Leberecht von Blücher, pruski feldmarszałek (zm. 1819)
- 1745 – Philipp Karl von Alvensleben, pruski prawnik, dyplomata, polityk (zm. 1802)
- 1752 – Stanisław Sołtyk, polski szlachcic, polityk (zm. 1833)
- 1769 – Antoni Amilkar Kosiński, polski generał (zm. 1823)
- 1770 – (lub 17 grudnia) Ludwig van Beethoven, niemiecki kompozytor (zm. 1827)
- 1775:
  - Jane Austen, brytyjska pisarka (zm. 1817)
  - François-Adrien Boieldieu, francuski kompozytor (zm. 1834)
- 1776 – Johann Wilhelm Ritter, niemiecki fizyk (zm. 1810)
- 1777 – Barbe-Nicole Clicquot-Ponsardin, francuska producentka szampana (zm. 1866)
- 1779 – Franciszek Ksawery Drucki-Lubecki, polski polityk, członek Rady Najwyższej Tymczasowej Księstwa Warszawskiego, minister skarbu Królestwa Polskiego (zm. 1846)
- 1783 – Jan Olrych Szaniecki, polski adwokat, polityk, pamiętnikarz (zm. 1840)
- 1786 – Carl Wilhelm Hahn, niemiecki przyrodnik (zm. 1835)
- 1787 – Mary Russell Mitford, brytyjska pisarka (zm. 1855)
- 1790 – Leopold I Koburg, książę Saksonii-Coburg-Gotha, król Belgów (zm. 1865)
- 1792 – Antonio Corazzi, włoski architekt (zm. 1877)
- 1799 – Jan Busław, polski duchowny katolicki, kanonik poznański, polityk (zm. 1875)
- 1804:
  - Wiktor Buniakowski, rosyjski matematyk (zm. 1889)
  - Ludwik Nabielak, polski inżynier górnictwa, polityk, historyk, poeta, krytyk literacki (zm. 1883)
- 1805:
  - Ferdynand Grotkowski, polski kapitan (zm. ?)
  - Isidore Geoffroy Saint-Hilaire, francuski zoolog (zm. 1861)
- 1807 – Pierre Lachambeaudie, francuski bajkopisarz (zm. 1872)
- 1812 – Stuart Donaldson, brytyjski przedsiębiorca, polityk kolonialny, premier Nowej Południowej Walii (zm. 1867)
- 1815 – Antoni Lesznowski, polski wydawca prasowy (zm. 1859)
- 1822 – August Meitzen, niemiecki ekonomista, statystyk, historyk (zm. 1910)
- 1825:
  - Henry Heth, amerykański (konfederacki) generał major (zm. 1899)
  - Robert Prescott Stewart, irlandzki kompozytor, organista, dyrygent, pedagog (zm. 1894)
- 1826 – Giovanni Battista Donati, włoski astronom (zm. 1873)
- 1830:
  - Patrick Francis Moran, irlandzki duchowny katolicki, biskup Ossory, arcybiskup metropolita Sydney, kardynał (zm. 1911)
  - Cornelis Petrus Tiele, holenderski teolog, orientalista, religioznawca (zm. 1902)
  - Kálmán Tisza, węgierski polityk, premier Węgier (zm. 1902)
- 1831 – Tomás Guardia Gutiérrez, kostarykański generał, polityk, prezydent Kostaryki (zm. 1882)
- 1832:
  - Adam Chodyński, polski prawnik, poeta, historyk literatury, regionalista (zm. 1902)
  - Wilhelm Foerster, niemiecki astronom (zm. 1921)
- 1834 – Léon Walras, francuski ekonomista (zm. 1910)
- 1836:
  - Ernst von Bergmann, niemiecki chirurg (zm. 1907)
  - Augustyn Denizot, francusko-polski ogrodnik, sadownik (zm. 1907)
- 1839 – Stanisław Krzemiński, polski polityk, historyk, publicysta, krytyk literacki (zm. 1912)
- 1844 – Alexis Joffroy, francuski neurolog, psychiatra (zm. 1908)
- 1847 – Ferdinand Walsin Esterhazy, francuski major, szpieg niemiecki pochodzenia węgierskiego (zm. 1923)
- 1850 – Hans Buchner, niemiecki bakteriolog (zm. 1902)
- 1851:
  - Theo de Meester, holenderski polityk, premier Holandii (zm. 1919)
  - Roman Potocki, polski ziemianin, polityk (zm. 1915)
- 1857 – Edward Emerson Barnard, amerykański astronom (zm. 1923)
- 1858 – Agnes Baden-Powell, brytyjska prekursorka skautingu wśród dziewcząt (zm. 1945)
- 1859:
  - Eugène Doyen, francuski chirurg (zm. 1916)
  - Francis Thompson, brytyjski poeta (zm. 1907)
- 1860 – Ion Dragalina, rumuński generał (zm. 1916)
- 1861:
  - Antonio de La Gándara, francuski malarz, rysownik (zm. 1917)
  - Julius Vosseler, niemiecki zoolog, podróżnik (zm. 1933)
- 1862 – Aleksander Pański, polski neurolog pochodzenia żydowskiego (zm. 1918)
- 1863 – George Santayana, amerykański pisarz, filozof pochodzenia hiszpańskiego (zm. 1952)
- 1864 – Eino Sandelin, fiński żeglarz sportowy (zm. 1937)
- 1865:
  - Olavo Bilac, brazylijski poeta (zm. 1918)
  - Paulina od Serca Jezusa, włoska zakonnica, święta (zm. 1942)
- 1866:
  - Narcyz Basté Basté, hiszpański jezuita, męczennik, błogosławiony (zm. 1936)
  - Wassily Kandinsky, rosyjski malarz, grafik (zm. 1944)
- 1871 – Károly Jordán, węgierski taternik, matematyk (zm. 1959)
- 1872 – Anton Denikin, rosyjski generał, dowódca białej armii (zm. 1947)
- 1876:
  - Amy Carmichael, irlandzka, protestancka misjonarka (zm. 1951)
  - Ludwig Diehl, niemiecki lekarz (zm. 1945)
- 1877 – Zbigniew Brochwicz-Lewiński, polski architekt, malarz, pułkownik dyplomowany kawalerii (zm. 1951)
- 1882:
  - Tadas Ivanauskas, litewski biolog, zoolog, wykładowca akademicki (zm. 1970)
  - Zoltán Kodály, węgierski kompozytor, etnograf (zm. 1967)
- 1883 – Max Linder, francuski aktor, reżyser filmowy (zm. 1925)
- 1887 – Adone Zoli, włoski polityk, premier Włoch (zm. 1960)
- 1888:
  - Aleksander I Karadziordziewić, król Serbów, Chorwatów i Słoweńców, król Jugosławii (zm. 1934)
  - Alphonse Juin, francuski dowódca wojskowy, marszałek Francji (zm. 1967)
  - Agnieszka Pilchowa, polska jasnowidzka, bioenergoterapeutka, zielarka (zm. 1944)
- 1889 – Ted Wilde, amerykański reżyser i scenarzysta filmowy (zm. 1929)
- 1890 – P.J. Grigg, brytyjski polityk (zm. 1964)
- 1891:
  - Clyde Cook, australijski aktor (zm. 1984)
  - Adelina Czapska, polska śpiewaczka operowa (sopran) (zm. 1985)
  - Ferenc Szűts, węgierski gimnastyk (zm. 1966)
- 1892 – Boris Gusman, rosyjski pisarz, scenarzysta filmowy pochodzenia żydowskiego (zm. 1944)
- 1893 – Kurt Heegner, niemiecki inżynier, matematyk (zm. 1965)
- 1894 – Franciszek Szymkowiak, polski żołnierz i policjant (zm. 1940)[5]
- 1895 – Martin Luther, niemiecki polityk nazistowski, dyplomata (zm. 1945)
- 1896:
  - Henryk Barczyński, polski malarz, grafik, ilustrator pochodzenia żydowskiego (zm. 1941)
  - Iwan Merz, chorwacki filozof, błogosławiony (zm. 1928)
- 1897 – Adam Karpiński, polski inżynier mechanik, lotnik, konstruktor lotniczy, wspinacz (zm. 1939)
- 1898:
  - William Keith Swayze, kanadyjski porucznik pilot, as myśliwski (zm. 1920)
  - Roland Symonette, bahamski polityk, pierwszy premier Bahamów (zm. 1980)
- 1899:
  - Clemens Bauer, niemiecki historyk ekonomii (zm. 1984)
  - Noël Coward, brytyjski dramaturg, kompozytor, aktor, scenarzysta filmowy (zm. 1973)
  - Aleksander Zawadzki, polski generał dywizji, polityk, wicepremier, przewodniczący Rady Państwa (zm. 1964)
- 1900:
  - Rudolf Diels, niemiecki prawnik, urzędnik, działacz nazistowski (zm. 1957)
  - Wendell Fertig, amerykański kapitan wojsk inżynieryjnych (zm. 1975)
  - Horatio Fitch, amerykański lekkoatleta, sprinter (zm. 1985)
  - Awraham Kalfon, izraelski polityk (zm. 1983)
  - Victor Sawdon Pritchett, brytyjski pisarz (zm. 1997)
  - Mica Todorović, bośniacka malarka, rysowniczka pochodzenia serbskiego (zm. 1981)
- 1901:
  - Szczepan Baczyński, polski aktor, reżyser teatralny (zm. 1989)
  - Jelizawieta Drabkina, rosyjska rewolucjonistka, pisarka (zm. 1974)
  - Margaret Mead, amerykańska antropolog kulturowa (zm. 1978)
  - Nikołaj Watutin, radziecki generał armii (zm. 1944)
- 1902:
  - Rafael Alberti, hiszpański pisarz, malarz (zm. 1999)
  - Wiaczesław Małyszew, radziecki polityk (zm. 1957)
  - Carl Ringvold, norweski żeglarz sportowy (zm. 1961)
  - Ryu Gwansun, koreańska działaczka niepodległościowa (zm. 1920)
- 1903:
  - Misao Tamai, japoński piłkarz (zm. 1978)
  - Harold Whitlock, brytyjski lekkoatleta, chodziarz (zm. 1985)
- 1904:
  - Giancarlo Cornaggia-Medici, włoski szpadzista (zm. 1970)
  - Witold Sosnowski, polski matematyk, wykładowca akademicki, działacz harcerski (zm. 1941)
- 1905:
  - Aleksander Aleksy, polski aktor, reżyser, tłumacz, pianista, kompozytor, autor tekstów piosenek (zm. 1977)
  - Piet Hein, duński matematyk, pisarz (zm. 1996)
- 1906:
  - Stanisław Chudoba, polski zoolog (zm. 1983)
  - Martí Ventolrà, hiszpański piłkarz (zm. 1977)
- 1907 – Barbara Kent, kanadyjska aktorka (zm. 2011)
- 1908:
  - Sonja Graf, amerykańska szachistka pochodzenia niemieckiego (zm. 1965)
  - Hans Schaffner, szwajcarski polityk, prezydent Szwajcarii (zm. 2004)
  - Remedios Varo, hiszpańska malarka (zm. 1963)
- 1909:
  - Jan Sawicki, polski taternik (zm. 1997)
  - Armand Vetulani, polski krytyk, kurator i historyk sztuki (zm. 1994)
  - Witold Walter, polski ziemianin, żołnierz AK (zm. 1944)
- 1910:
  - Ai Qing, chiński poeta, malarz, więzień polityczny (zm. 1996)
  - Zdzisław Kasprzak, polski koszykarz, piłkarz ręczny, wioślarz (zm. 1971)
  - Mohmad Mamakajew, czeczeński poeta, prozaik, uczony (zm. 1973)
  - Stanojlo Rajičić, serbski kompozytor, pedagog (zm. 2000)
  - Włodzimierz Jan Romaniszyn, polski entomolog (zm. 1994)
  - Cesare Saracini, włoski bokser (zm. 1948)
  - Bernard Strean, amerykański wiceadmirał (zm. 2002)
  - Władysław Jan Studencki, polski historyk literatury, poeta (zm. 1985)
- 1911:
  - Zygmunt Szelest, polski lekkoatleta, oszczepnik, trener (zm. 1990)
  - Eli’ezer Szostak, izraelski polityk (zm. 2001)
- 1912:
  - Edmund Jerzy Jankowski, polski językoznawca, historyk literatury (zm. 1991)
  - Jacques Mouvet, belgijski bobsleista (zm. ?)
  - Kauko Pekuri, fiński lekkoatleta, długodystansowiec (zm. 1998)
  - Tadeusz Zagajewski, polski inżynier elektryk (zm. 2010)
- 1913:
  - Ko Bergman, holenderski piłkarz (zm. 1982)
  - Arje Ben Eli’ezer, izraelski polityk (zm. 1970)
- 1914:
  - Władysław Miziołek, polski duchowny katolicki, biskup pomocniczy warszawski, esperantysta (zm. 2000)
  - Feliks Szreder, polski zakonnik, teolog, dogmatyk, biblista (zm. 1989)
- 1915 – Gieorgij Swiridow, rosyjski kompozytor (zm. 1998)
- 1916:
  - Witold Bordziłowski, radziecki reżyser filmów animowanych (zm. 1979)
  - Piotr Charitonow, radziecki pilot wojskowy, as myśliwski (zm. 1987)
  - Edward Dziewoński, polski aktor, reżyser, satyryk (zm. 2002)
- 1917:
  - Pete T. Cenarrusa, amerykański polityk (zm. 2013)
  - Arthur C. Clarke, brytyjski pisarz science fiction (zm. 2008)
  - Biem Dudok van Heel, holenderski żeglarz sportowy (zm. 1995)
- 1919:
  - Leon Gregorowicz, polski generał brygady (zm. 1998)
  - Furio Scarpelli, włoski scenarzysta filmowy (zm. 2010)
  - Nikołaj Truchnin, radziecki kontradmirał (zm. 2003)
  - Filip Trzaska, polski księgarz, wydawca, wykładowca akademicki (zm. 2014)
- 1920:
  - Dorothy Abbott, amerykańska aktorka, modelka (zm. 1968)
  - Maria Okońska, polska polonistka, psycholog, uczestniczka powstania warszawskiego (zm. 2013)
  - George Schaefer, amerykański reżyser filmowy (zm. 1997)
  - David Seely, brytyjski arystokrata, polityk (zm. 2011)
- 1921:
  - Tamás Aczél, węgierski pisarz, dziennikarz (zm. 1994)
  - Karol Dziuban, polski ratownik górski, działacz turystyczy (zm. 1974)
- 1922:
  - Pawieł Afanasjew, radziecki generał major (zm. 1990)
  - Jerzy Burzyński, polski entomolog (zm. 2006)
  - Monique Drilhon, francuska lekkoatletka, sprinterka (zm. 2019)
  - Józef Kohut, polski piłkarz (zm. 1970)
- 1923 – Irena Tusińska, polska koszykarka (zm. 2014)
- 1924:
  - Cecylia Butsi, tajska męczennica i błogosławiona katolicka (zm. 1940)
  - Władysław Ciastoń, polski generał dywizji MO, polityk, wiceminister spraw wewnętrznych PRL (zm. 2021)
  - Jerzy Skarżyński, polski malarz, scenograf, ilustrator (zm. 2004)
- 1925:
  - Geir Hallgrímsson, islandzki polityk, premier Islandii (zm. 1990)
  - Bert Hellinger, niemiecki psychoterapeuta (zm. 2019)
  - Édouard Kargu, francuski piłkarz pochodzenia polskiego (zm. 2010)
  - Juliusz Nowina-Sokolnicki, polski polityk emigracyjny, samozwańczy prezydent RP na uchodźstwie (zm. 2009)
  - Adam Podgórecki, polski socjolog prawa (zm. 1998)
- 1926:
  - Stefania Paszkowska, polska działaczka sportowa, pilotka rajdowa (zm. 2007)
  - Arthur N.R. Robinson, trynidadzko-tobagijski polityk, prezydent Trynidadu i Tobago (zm. 2014)
- 1927:
  - Bruno Kouamé, iworyjski duchowny katolicki, biskup Abengourou (zm. 2021)
  - Andrzej Wielowieyski, polski działacz katolicki i opozycyjny, polityk, poseł na Sejm, senator RP i eurodeputowany
  - Cezariusz Żórawski, polski lekarz weterynarii (zm. 2019)
- 1928:
  - Philip K. Dick, amerykański pisarz science fiction (zm. 1982)
  - Dmytro Leonkin, rosyjski gimnastyk (zm. 1980)
- 1929:
  - Nicholas Courtney, brytyjski aktor (zm. 2011)
  - Jean-Charles Thomas, francuski duchowny katolicki, biskup pomocniczy Aire i Dax, biskup Ajaccio i Wersalu (zm. 2023)
- 1930:
  - Jerzy Markuszewski, polski reżyser teatralny, aktor (zm. 2007)
  - Wiesław Poznański, polski zootechnik, wykładowca akademicki (zm. 2021)
  - Bill Young, amerykański polityk (zm. 2013)
- 1931:
  - Halina Waszkis, polska literaturoznawczyni (zm. 1973)
  - Zygmunt Zieliński, polski duchowny katolicki, teolog, historyk, publicysta
- 1932:
  - Chiang Pin-kung, tajwański polityk, przewodniczący Kuomintangu (zm. 2018)
  - Rodion Szczedrin, rosyjski kompozytor, pianista, polityk
  - Henry Taylor, brytyjski kierowca wyścigowy (zm. 2013)
- 1933:
  - Marilies Flemming, austriacka prawnik, polityk, minister środowiska, eurodeputowana (zm. 2023)
  - Leo McAuliffe, angielski żużlowiec (zm. 2018)
  - Bennie Swain, amerykański koszykarz (zm. 2008)
- 1934:
  - Nobuyuki Aihara, japoński gimnastyk (zm. 2013)
  - Kazimierz Cypryniak, polski działacz partyjny
  - Jan Stopyra, polski samorządowiec, prezydent i przewodniczący Rady Miasta Szczecina (zm. 2023)
  - Norbert Verougstraete, belgijski kolarz szosowy (zm. 2016)
  - Louis Waldon, amerykański aktor (zm. 2013)
- 1935:
  - Swietłana Drużynina, rosyjska aktorka, reżyserka, scenarzystka i producentka filmowa
  - Nelson Pessoa, brazylijski jeździec sportowy
- 1936:
  - Elisabeth Kopp, szwajcarski polityk (zm. 2023)
  - Eugeniusz Kujawski, polski aktor
  - Maurice Setters, angielski piłkarz, trener (zm. 2020)
  - Piotr Wala, polski skoczek narciarski (zm. 2013)
  - Jerzy Wawrzak, polski pisarz (zm. 2023)
- 1937:
  - Iwan Dejanow, bułgarski piłkarz, bramkarz (zm. 2018)
  - Joe Farrell, amerykański saksofonista i flecista jazzowy (zm. 1986)
  - Yoshihiko Itō, japoński chemik (zm. 2006)
  - Janusz Witowicz, polski fotograf (zm. 2021)
- 1938:
  - Wi Kuki Kaa, nowozelandzki aktor pochodzenia maoryskiego (zm. 2006)
  - Andrzej Partum, polski intermedialny artysta współczesny, performer (zm. 2002)
  - Kazymyr Patrylak, ukraiński chemik pochodzenia polskiego (zm. 2015)
  - Zbigniew Religa, polski kardiochirurg, polityk, senator i poseł na Sejm RP, minister zdrowia (zm. 2009)
  - Liv Ullmann, norweska aktorka, reżyserka filmowa
  - Jan Zawierski, polski kompozytor (zm. 2011)
- 1939:
  - Janusz Jabłoński, polski okulista (zm. 2006)
  - Paul Mea, kirybatyjski duchowny katolicki, biskup Tarawy i Nauru (zm. 2021)
  - Jerzy Koralewski, polski inżynier, polityk, poseł na Sejm RP (zm. 2014)
  - Henryk Mika, polski generał brygady, inżynier, polityk (zm. 2025)
  - Etsuo Miyoshi, japoński przedsiębiorca, wynalazca, esperantysta
- 1940:
  - Giovanni Bissoli, włoski franciszkanin, biblista
  - Zachariasz Jabłoński, polski duchowny katolicki, paulin, teolog (zm. 2015)
  - Zdzisława Janowska, polska polityk, senator i poseł na Sejm RP
  - Hervé Poulain, francuski kierowca wyścigowy
- 1941:
  - Gloria Kossak, polska malarka, poetka, kierowca rajdowy (zm. 1991)
  - Vittorio Mezzogiorno, włoski aktor (zm. 1994)
  - Peter Rock, niemiecki piłkarz (zm. 2021)
- 1942:
  - Maciej Chojnacki, polski koszykarz (zm. 2024)
  - Jörg Freunschlag, austriacki inżynier, samorządowiec, polityk, burmistrz Steindorf am Ossiacher See (zm. 2024)
  - Eugene Robert Glazer, amerykański aktor
- 1943 – Róbert Koltai, węgierski aktor, reżyser i scenarzysta filmowy
- 1944:
  - John Abercrombie, amerykański gitarzysta jazzowy (zm. 2017)
  - Jeff Kanew, amerykański reżyser filmowy
- 1945:
  - Željko Bebek, chorwacki muzyk, wokalista, członek zespołu Bijelo dugme
  - Bobby George, brytyjski darter
  - Rodolfo González, meksykański bokser
  - Hejdar Szondżani, irański pływak, piłkarz wodny (zm. 2020)
- 1946:
  - Benny Andersson, szwedzki muzyk, kompozytor, autor tekstów, członek zespołu ABBA
  - Francesco Ferrari, włoski polityk, eurodeputowany (zm. 2022)
  - Eduard Krieger, austriacki piłkarz (zm. 2019)
  - Trevor Pinnock, brytyjski dyrygent, klawesynista
  - Ian Ruff, australijski żeglarz sportowy
  - Roland Sandberg, szwedzki piłkarz
- 1947:
  - Ben Cross, brytyjski aktor, reżyser, scenarzysta, piosenkarz (zm. 2020)
  - Seweryn Kaczmarek, polski inżynier, polityk, poseł na Sejm RP
  - Ewa Mańkowska, polska zoolog, polityk, wicewojewoda dolnośląski (zm. 2025)
  - Vincent Matthews, amerykański lekkoatleta, sprinter
  - Anna Nehrebecka, polska aktorka, działaczka samorządowa
  - Tomasz Służałek, polski koszykarz, trener, działacz sportowy
  - Aleksander Żyzny, polski dziennikarz motoryzacyjny (zm. 2021)
- 1948:
  - César Augusto Franco Martínez, hiszpański duchowny katolicki, biskup Segowii
  - Jaroslav Hřebík, czeski piłkarz, trener
  - Danuta Mianowska, polska polityk, poseł na Sejm PRL
  - Leif Printzlau, duński piłkarz
  - Timo Zahnleiter, niemiecki piłkarz, trener
- 1949:
  - Henryk Borcz, polski duchowny katolicki, historyk Kościoła
  - Billy Gibbons, amerykański gitarzysta, wokalista, członek zespołu ZZ Top
- 1950:
  - Tetsuo Nishimoto, japoński siatkarz
  - Roy Schuiten, holenderski kolarz szosowy i torowy (zm. 2006)
  - Kjeld Seneca, duński piłkarz
  - Ieremia Tabai, kiribatyjski polityk, premier i pierwszy prezydent Kiribati
- 1951:
  - William Crean, irlandzki duchowny katolicki, biskup Cloyne
  - James Foster, amerykański koszykarz
  - Krystyna Herman, polska polityk, poseł na Sejm RP
  - Mieczysław Kaczmarek, polski generał dywizji (zm. 2017)
  - Fernando Nobre, portugalski lekarz, działacz społeczny, polityk
  - Wiesław Perzanowski, polski nauczyciel, polityk, senator RP
- 1952:
  - Zdzisław Bełka, polski geolog, geochemik
  - Gilles Blaser, szwajcarski kolarz przełajowy
  - Francesco Graziani, włoski piłkarz, trener
  - Małgorzata Hendrykowska, polska historyk filmu,
  - Jorge Luis Pinto, kolumbijski piłkarz, trener
  - Cheryl Toussaint, amerykańska lekkoatletka, sprinterka i biegaczka średniodystansowa
- 1953:
  - Jean-Michel Bellot, francuski lekkoatleta, tyczkarz
  - Arszak Petrosjan, ormiański szachista, trener
  - Henryk Rączka, polski taternik, przewodnik górski
- 1954:
  - Marco Frisina, włoski duchowny katolicki, kompozytor, dyrygent
  - Joslyn Hoyte-Smith, brytyjska lekkoatletka, sprinterka
  - Nikoła Iliewski, macedoński piłkarz, trener
  - Armando Martín Gutiérrez, hiszpański duchowny katolicki, biskup Bacabal
  - Franz Pitschmann, austriacki zapaśnik
  - Spagna, włoska piosenkarka
  - Andrzej Wilowski, polski dziennikarz, publicysta, poeta, prozaik, scenarzysta filmowy
  - Adam Włodarczyk, polski samorządowiec, prezydent Radomia
- 1955:
  - Xander Berkeley, amerykański aktor, producent filmowy i telewizyjny
  - Andrés Carrascosa Coso, hiszpański duchowny katolicki, arcybiskup, nuncjusz apostolski
  - Małgorzata Karpińska, polski historyk
  - Karel Kolář, czeski lekkoatleta, sprinter (zm. 2017)
  - Szymon Kuran, polski muzyk jazzowy, kompozytor (zm. 2005)
  - Rob Levin, amerykański programista komputerowy (zm. 2006)
  - Wojciech Szarama, polski adwokat, polityk, poseł na Sejm RP
  - Jacek Świat, polski filolog, dziennikarz, polityk, poseł na Sejm RP
- 1956:
  - Tommy Burns, szkocki piłkarz (zm. 2008)
  - Catherine Jacob, francuska aktorka
  - Hannu Jortikka, fiński hokeista, trener
  - Boyd Rice, amerykański muzyk eksperymentalny
- 1957:
  - Kazimierz Choma, polski samorządowiec, polityk, poseł na Sejm RP
  - Wołodymyr Mandryk, ukraiński piłkarz, trener, działacz sportowy
- 1958:
  - Mirosław Bałka, polski rzeźbiarz
  - Debbie Scott-Bowker, kanadyjska lekkoatletka, biegaczka średnio- i długodystansowa
- 1959:
  - Colleen Jones, kanadyjska curlerka, prezenterka telewizyjna
  - Andrzej Lis, polski szpadzista
  - Nikołaj Tanasiejczuk, rosyjsko-polski koszykarz, trener
  - Vladimír Václavek, czeski muzyk, kompozytor, wokalista, członek zespołów: Dunaj, E. Arminius, Klar i Rale
  - Orlando Woolridge, amerykański koszykarz (zm. 2012)
- 1960:
  - Sid Eudy, amerykański wrestler (zm. 2024)
  - Sławomir Nowosad, polski duchowny katolicki, teolog-moralista
  - Mirosław Wieński, polski aktor-lalkarz (zm. 1998)
- 1961:
  - Shane Black, amerykański aktor, reżyser, scenarzysta i producent filmowy
  - Gabriele Heinisch-Hosek, austriacka nauczycielka, działaczka samorządowa, polityk
  - Bill Hicks, amerykański komik, satyryk (zm. 1994)
  - Peter Östman, fiński menedżer, polityk
  - Sam Robards, amerykański aktor, producent filmowy i telewizyjny
- 1962:
  - Mirosław Czech, polski dziennikarz, polityk, poseł na Sejm RP
  - Maruschka Detmers, holenderska aktorka
  - Charly Mottet, francuski kolarz szosowy i torowy
- 1963:
  - Benjamin Bratt, amerykański aktor
  - Viorica Dăncilă, rumuńska inżynier, polityk, premier Rumunii
  - James Mangold, amerykański reżyser i scenarzysta filmowy
- 1964:
  - Souad Abderrahim, tunezyjska działaczka samorządowa, burmistrz Tunisu
  - Heike Drechsler, niemiecka lekkoatletka, skoczkini w dal i sprinterka
  - Marieke van Drogenbroek, holenderska wioślarka
  - Shahid Ali Khan, pakistański hokeista na trawie
  - John Kirwan, nowozelandzki rugbysta, trener
  - Anfisa Riezcowa, rosyjska biathlonistka, biegaczka narciarska (zm. 2023)
  - Vygaudas Ušackas, litewski polityk, dyplomata
- 1965:
  - Romallis Ellis, amerykański bokser
  - Anna Lis-Święty, polska dermatolog, doktor habilitowany nauk medycznych (zm. 2022)
  - Park Si-hun, południowokoreański bokser
- 1966:
  - Irene Eijs, holenderska wioślarka
  - Stefania Prestigiacomo, włoska polityk
  - Clifford Robinson, amerykański koszykarz (zm. 2020)
  - Dennis Wise, angielski piłkarz
- 1967:
  - Donovan Bailey, kanadyjski lekkoatleta, sprinter pochodzenia jamajskiego
  - Miranda Otto, australijska aktorka
  - Ion Timofte, rumuński piłkarz
- 1968:
  - Peter Dante, amerykański aktor
  - Ryszard Dąbrowski, polski scenarzysta i rysownik komiksowy
  - Greg Kovacs, kanadyjski kulturysta (zm. 2013)
  - Florence Masnada, francuska narciarka alpejska
- 1969:
  - Michelle de Bruin, irlandzka pływaczka
  - Christina Cabot, amerykańska aktorka
  - Akaki Czaczua, gruziński zapaśnik
  - Szaron Haziz, izraelska piosenkarka, aktorka
  - Lei Jun, chiński przedsiębiorca
  - Sergi Pedrerol, hiszpański piłkarz wodny
  - Adam Riess, amerykański astrofizyk, laureat Nagrody Nobla
  - Bobby Southworth, amerykański zawodnik MMA
  - Kristel Werckx, belgijska kolarka torowa i szosowa
  - Jan Wróblewicz, polski gitarzysta, wokalista, kompozytor
- 1970:
  - Daniel Cosgrove, amerykański aktor
  - Ricardo Hoepers, brazylijski duchowny katolicki, biskup Rio Grande
  - Andrzej Jaworski, polski samorządowiec, polityk, poseł na Sejm RP
  - František Jež, czeski skoczek narciarski
  - Nikos Panajotu, cyoryjski piłkarz, bramkarz
  - Iwona Sroka, polska ekonomistka
- 1971:
  - Scott Booth, szkocki piłkarz
  - Christof Duffner, niemiecki skoczek narciarski
  - Paul van Dyk, niemiecki producent muzyczny
- 1972:
  - Pablo Campana, ekwadorski tenisista
  - Marek Dąbrowski, polski motocyklista rajdowy
  - Nicole Haislett, amerykańska pływaczka
  - Zeljko Kalac, australijski piłkarz, bramkarz pochodzenia chorwackiego
  - Julia Klöckner, niemiecka dziennikarka, polityk
  - Paul Leyden, australijski aktor, scenarzysta
  - Maciej Ostrowski, polski samorządowiec, burmistrz Myślenic
  - Pawło Szkapenko, ukraiński piłkarz (zm. 2023)
- 1973:
  - Kristie Boogert, holenderska tenisistka
  - Tomasz Czubak, polski lekkoatleta, sprinter
  - Mariza, portugalska wokalistka fado
  - Gražvydas Mikulėnas, litewski piłkarz
  - Themba Mnguni, południowoafrykański piłkarz
  - Jason Molina, amerykański wokalista, gitarzysta, kompozytor (zm. 2013)
  - Daniel Stephan, niemiecki piłkarz ręczny
- 1974:
  - Rodrigue Akpakoun, beniński piłkarz
  - Salim Aribi, algierski piłkarz
  - Edgardo Simón, argentyński kolarz szosowy i torowy
  - Kanako Otsuji, japońska aktywistka i polityczka
  - Yuan Chao, chiński judoka
- 1975:
  - Valentin Bădoi, rumuński piłkarz
  - Kaba Diawara, francusko-gwinejski piłkarz
  - Frédérique Jossinet, francuska judoczka
  - Ben Kowalewicz, kanadyjski wokalista pochodzenia polskiego, członek zespołu Billy Talent
  - Dżadambaagijn Narantungalag, mongolski zawodnik sportów walki
  - Jonathan Scarfe, kanadyjski aktor
- 1976:
  - Daniel Biveson, szwedzki snowboardzista
  - Tymoteusz Myrda, polski prawnik, samorządowiec, wicemarszałek województwa dolnośląskiego
- 1977:
  - Éric Bélanger, kanadyjski hokeista
  - Mikałaj Branfiłau, białoruski piłkarz
  - Mugurel Buga, rumuński piłkarz
  - Michal Červeň, słowacki siatkarz
  - Teemu Kattilakoski, fiński biegacz narciarski
  - Senida Mesi, albańska polityk
  - Reiko Sumiya, japońska zapaśniczka
- 1978:
  - Angelika Fojtuch, polska artystka sztuk wizualnych, performerka, rzeźbiarka
  - Jack Krizmanich, amerykański aktor
  - John Morris, kanadyjski curler
  - James Thompson, brytyjski zawodnik MMA
- 1979:
  - 40 Glocc, amerykański raper, aktor
  - Valeria Beșe, rumuńska piłkarka ręczna
  - Nathalie Giannitrapani, włoska piosenkarka
  - Luke Harper, amerykański wrestler (zm. 2020)
  - Trevor Immelman, południowoafrykański golfista
  - Daniel Narcisse, francuski piłkarz ręczny
  - Sisilia Naisiga, fidżyjska judoczka
  - Fernando Peralta, argentyński szachista
  - Mihai Trăistariu, rumuński piosenkarz
- 1980:
  - Hozumi Hasegawa, japoński bokser
  - Leonid Spiridonow, kazachski zapaśnik
  - Daito Takahashi, japoński kombinator norweski
  - Aleksiej Tierieszczenko, rosyjski hokeista
- 1981:
  - A.J. Allmendinger, amerykański kierowca wyścigowy
  - Ihor Czerwynśkyj, ukraiński pływak
  - Jarosław Klonowski, polski pisarz
  - Alphonse Leweck, luksemburski piłkarz
  - Sebastian Olszar, polski piłkarz
  - Krysten Ritter, amerykańska aktorka
  - Reanna Solomon, nauruańska sztangistka (zm. 2022)
  - Sandugacz Szajdullina, rosyjska szachistka narodowości tatarskiej
  - Nick van der Velden, holenderski piłkarz
  - Jarosław Weber, polski piosenkarz
- 1982:
  - Jared Graves, australijski kolarz górski i BMX
  - Justin Mentell, amerykański aktor (zm. 2010)
  - Stanislav Šesták, słowacki piłkarz
  - Anna Siedokowa, ukraińska piosenkarka
  - Kendra Wecker, amerykańska koszykarka
  - Paolo Zanetti, włoski piłkarz
- 1983:
  - Daria Antończyk, polska bokserka, piłkarka, bramkarka
  - Joey Dorsey, amerykański koszykarz
  - Hollie Grima, australijska koszykarka
  - Dominik Klein, niemiecki piłkarz ręczny
  - Ana-Claudia Țapardel, rumuńska polityk
  - Raphael Viana, brazylijski aktor
- 1984:
  - Thankgod Amaefule, nigeryjski piłkarz
  - Alaa Babiker, sudański piłkarz
  - Filomena Cautela, portugalska aktorka, prezenterka telewizyjna
  - Serhij Dawydow, ukraiński piłkarz
  - Ramal Hüseynov, azerski piłkarz
  - Theo James, brytyjski muzyk, aktor
  - Rihards Kols, łotewski polityk, eurodeputowany
  - Armando Lozano, hiszpański piłkarz
  - Davita Prendergast, jamajska lekkoatletka, sprinterka
  - Aleksander Prugar, polski przedsiębiorca, designer, fotograf
  - Bob de Vries, holenderski łyżwiarz szybki
- 1985:
  - Máximo Banguera, ekwadorski piłkarz, bramkarz
  - Khaled Korbi, tunezyjski piłkarz
  - Stanisław Manolew, bułgarski piłkarz
  - James Nash, brytyjski kierowca wyścigowy
- 1986:
  - Jason Burnett, kanadyjski gimnastyk
  - Paulina Buziak, polska lekkoatletka, chodziarka
  - Nicole Fawcett, amerykańska siatkarka
  - Jaclyn Halko, polska wioślarka
  - Roland Müller, austriacki skoczek narciarski
  - Paweł Rychlik, polski farmaceuta, samorządowiec, polityk, poseł na Sejm RP
  - Przemysław Zamojski, polski koszykarz
- 1987:
  - Zofia Bałdyga, polska poetka, tłumaczka
  - Mame Biram Diouf, senegalski piłkarz
  - Hallee Hirsh, amerykańska aktorka
  - Artem Iwanow, ukraiński sztangista
  - Olga Kurban, rosyjska lekkoatletka, wieloboistka
  - Chris Newman, irlandzki aktor
  - Hector Santiago, amerykański baseballista pochodzenia portorykańskiego
- 1988:
  - Verone Chambers, jamajska lekkoatletka, sprinterka
  - Cho Jun-ho, południowokoreański judoka
  - Mats Hummels, niemiecki piłkarz
  - Hussein Javu, tanzański piłkarz
  - Kaitlyn Lawes, kanadyjska curlerka
  - Park Seo-joon, południowokoreański aktor, piosenkarz
  - Anna Popplewell, brytyjska aktorka
  - Aleksiej Szwied, rosyjski koszykarz
  - Julian Vaughn, amerykański koszykarz
- 1989:
  - Mikkel Bødker, duński hokeista
  - Tyler Chatwood, amerykański baseballista
  - Christina Michel, niemiecka lekkoatletka, tyczkarka
  - Wiera Niebolsina, rosyjska szachistka
  - Chris Polk, amerykański futbolista
  - Daniele Vocaturo, włoski szachista
- 1990:
  - Aziz Behich, australijski piłkarz pochodzenia tureckiego
  - Dragan Ǵorgiew, macedoński piłkarz
  - Rebecca Marino, kanadyjska tenisistka
  - Brandon Peterson, amerykański koszykarz
- 1991:
  - Paulius Dambrauskas, litewski koszykarz
  - Andreas Hofmann, niemiecki lekkoatleta, oszczepnik
  - Jewhen Morozenko, ukraiński piłkarz
- 1992:
  - Ayşegül Çoban, turecka sztangistka
  - Ulrikke Eikeri, norweska tenisistka
  - Lieke Martens, holenderska piłkarka
  - Tom Rogic, australijski piłkarz pochodzenia serbskiego
  - Steeve Yago, burkiński piłkarz
- 1993:
  - Jyoti Amge, indyjska karlica
  - Thiago Braz, brazylijski lekkoatleta, tyczkarz
  - Neblú, angolski piłkarz, bramkarz
  - Olha Owdijczuk, ukraińska piłkarka
  - Stefania Pirozzi, włoska pływaczka
- 1994:
  - Kim Boutin, kanadyjska łyżwiarka szybka, specjalistka short tracku
  - Kinga Dybek, polska siatkarka
  - Nigel Hayes, amerykański koszykarz
  - José Rodríguez, hiszpański piłkarz
- 1995:
  - Ama Degbeon, niemiecka koszykarka
  - Gabe DeVoe, amerykański koszykarz
  - Ryan Gauld, szkocki piłkarz
- 1996:
  - Eleana Christinaki, cypryjsko-grecka koszykarka
  - Mateusz Czunkiewicz, polski siatkarz
  - David Llorente, hiszpański kajakarz górski
  - Wilfred Ndidi, nigeryjski piłkarz
  - Sergio Reguilón, hiszpański piłkarz
- 1997:
  - Bassam Al-Rawi, katarski piłkarz pochodzenia irackiego
  - Zara Larsson, szwedzka piosenkarka
- 1998:
  - Álex Blanco, hiszpański piłkarz
  - Karolina Miller, polska judoczka
  - Reece Oxford, angielski piłkarz
- 1999 – Magomied-Szapi Sulejmanow, rosyjski piłkarz
- 2000:
  - Wiktoria Duchnowska, polska koszykarka
  - Abdelkader Ikkal, algierski zapaśnik
  - Richard Verschoor, holenderski kierowca wyścigowy
  - Simon Wieland, szwajcarski lekkoatleta, oszczepnik
- 2001:
  - Eduardo Armenta, meksykański piłkarz
  - Dorota Broda, hiszpańska łyżwiarka figurowa pochodzenia polskiego
  - Jovanny Bolívar, wenezuelski piłkarz
  - Kai Cenat, amerykański youtuber
  - Sebastian Croft, brytyjski aktor
  - Mark Williams, amerykański koszykarz
- 2002 – Victor Kristiansen, duński piłkarz
- 2003 – Imad Ghali, egipski zapaśnik
- 2005:
  - Emilia Dankwa, polska aktorka, celebrytka pochodzenia ghańskiego
  - Leo Sauer, słowacki piłkarz

## Zmarli
- 705 – Wu Zetian, cesarzowa Chin (ur. 625)
- 714 – Pepin z Heristalu, majordom Austrazji, Neustrii i Burgundii (ur. 635 lub 640)
- 875 – Ado z Vienne, francuski duchowny katolicki, arcybiskup, święty (ur. ok. 800)
- 882 – Jan VIII, papież (ur. ?)
- 908 – Al-Abbas ibn al-Hasan al-Jarjara’i, muzułmański wezyr (ur. ?)
- 999 – Adelajda Burgundzka, cesarzowa rzymsko-niemiecka, święta (ur. 931)
- 1316 – Oldżajtu, władca z dynastii Ilchanidów (ur. 1280)
- 1325 – Karol Walezjusz, francuski książę, dowódca wojskowy (ur. 1270)
- 1356 – Zbigniew ze Szczyrzyca, polski duchowny katolicki, polityk, dyplomata (ur. ?)
- 1378 – Otto III Paleolog, markiz Montferratu (ur. ok. 1361)
- 1470 – Jan II Andegaweński, książę Lotaryngii i Kalabrii (ur. 1425)
- 1496 – Sebastian Maggi, włoski dominikanin, błogosławiony (ur. ok. 1414)
- 1515 – Afonso de Albuquerque, portugalski żeglarz, odkrywca, wicekról Indii (ur. 1453)
- 1523 – Bernardino Lopez de Carvajal, hiszpański kardynał (ur. 1456)
- 1598 – Yi Sun-sin, koreański admirał (ur. 1545)
- 1634 – Jan Maklouf z Ehden, maronicki patriarcha Antiochii i całego Wschodu (ur. ?)
- 1660 – Karol Wittelsbach, książę Palatynatu -Zweibrücken-Birkenfeld (ur. 1560)
- 1670 – Bartholomeus van der Helst, holenderski malarz (ur. ok. 1613)
- 1672 – Jan II Kazimierz Waza, król Polski (ur. 1609)
- 1687 – William Petty, angielski ekonomista, lekarz (ur. 1623)
- 1717 – Maria od Aniołów, włoska karmelitanka, błogosławiona (ur. 1661)
- 1725 – Jakub Zygmunt Rybiński, polski generał, polityk (ur. ?)
- 1735 – Albrecht Konrad Finck von Finckenstein, pruski feldmarszałek (ur. 1660)
- 1742 – Leopold Tempes, czeski jezuita, misjonarz, nauczyciel (ur. 1675)
- 1744 – Maria Anna, arcyksiężniczka austriacka, księżna Lotaryngii (ur. 1718)
- 1745 – Pierre Desfontaines, francuski jezuita, historyk, dziennikarz (ur. 1685)
- 1751 – Leopold II, książę Anhalt-Dessau, pruski dowódca wojskowy (ur. 1700)
- 1758 – Andrzej Stanisław Załuski, polski duchowny katolicki, kanclerz wielki koronny, biskup płocki, łucki, chełmiński i krakowski (ur. 1695)
- 1774 – François Quesnay, francuski ekonomista (ur. 1694)
- 1776 – Ignacy Błażej Łopaciński, polski polityk, dramatopisarz, pamiętnikarz (ur. 1722)
- 1778 – Ludwik Wiktor Sabaudzki, książę Carignano (ur. 1721)
- 1779 – Go-Momozono, cesarz Japonii (ur. 1758)
- 1780 – Juan Tomás de Boxadors y Sureda de San Martín, hiszpański arystokrata, kardynał (ur. 1703)
- 1783 – Johann Adolf Hasse, niemiecki kompozytor (ur. 1699)
- 1784:
  - Andrzej Ankwicz, polski duchowny katolicki, polityk (ur. ?)
  - Fryderyka Aleksandra Moszyńska, polska szlachcianka (ur. 1709)
- 1790 – Ludwig August Lebrun, niemiecki kompozytor, oboista (ur. 1652)
- 1794 – Jean-Baptiste Carrier, francuski polityk, rewolucjonista (ur. 1745)
- 1798:
  - Gaetano Brunetti, włoski kompozytor, skrzypek (ur. 1744)
  - John Henry, amerykański polityk (ur. 1750)
  - Thomas Pennant, walijski przyrodnik, podróżnik, pisarz (ur. 1726)
- 1801 – Karol Ludwik, książę badeński, następca tronu (ur. 1755)
- 1805 – Saverio Cassar, gozański duchowny katolicki, patriota, gubernator generalny niepodległego Gozo (ur. 1746)
- 1818 – Ludwik, książę Anhalt-Köthen (ur. 1802)
- 1835 – Jan Henryk Geysmer, polski przemysłowiec pochodzenia niemieckiego (ur. 1780)
- 1848 – Bogumił Drobnicki, polski polityk, kronikarz, burmistrz Mrągowa (ur. 1774)
- 1852 – Andries Hendrik Potgieter, burski wojskowy, polityk (ur. 1792)
- 1858 – Richard Bright, brytyjski lekarz (ur. 1789)
- 1859 – Wilhelm Karl Grimm, niemiecki filolog, zbieracz baśni i podań ludowych (ur. 1786)
- 1861 – Karol Lipiński, polski skrzypek, kompozytor, dyrygent, pedagog (ur. 1790)
- 1863:
  - Paulin Ksawery Bohdanowicz, polski dowódca oddziału w powstaniu styczniowym (ur. 1842)
  - John Buford, amerykański generał kawalerii (ur. 1826)
- 1865 – Philip Allen, amerykański polityk (ur. 1785)
- 1870 – Stanisław Duniecki, polski kompozytor, dyrygent (ur. 1839)
- 1872 – Frederik Christian Sibbern, duński filozof, poeta (ur. 1785)
- 1878 – Karl Gutzkow, niemiecki pisarz, dziennikarz (ur. 1811)
- 1880 – Franciszek Nowodworski, polski nauczyciel, polityk, prezydent Włocławka (ur. 1797)
- 1882 – Jan Komierowski, polski ziemianin, prawnik, urzędnik, uczestnik powstania listopadowego (ur. 1798)
- 1883 – Grigorij Sudiejkin, rosyjski podpułkownik Ochrany (ur. 1850)
- 1886:
  - Josef Drásal, czeski wielkolud (ur. 1841)
  - Walerian Kalinka, polski duchowny katolicki, historyk, wykładowca akademicki (ur. 1826)
- 1894 – Rudolf Herliczka, polski kupiec, przemysłowiec pochodzenia czeskiego (ur. 1859)
- 1896 – Jean-Pierre Boyer, francuski duchowny katolicki, arcybiskup Bourges, kardynał (ur. 1829)
- 1897:
  - Alphonse Daudet, francuski prozaik, poeta, publicysta (ur. 1840)
  - Bonifacy Dąbkowski, polski inżynier, budowniczy kolei, urzędnik, uczestnik powstania styczniowego (ur. 1836)
- 1898:
  - Grzegorz (Nemcow), bułgarski biskup prawosławny (ur. 1828)
  - Pawieł Trietjakow, rosyjski przedsiębiorca, kolekcjoner i mecenas sztuki (ur. 1832)
- 1901 – Heinrich Düntzer, niemiecki historyk literatury, bibliotekarz, pisarz (ur. 1813)
- 1902 – Karl Wilhelm von Kupffer, niemiecki anatom, histolog, wykładowca akademicki (ur. 1829)
- 1903 – Klemens Marchisio, włoski duchowny katolicki, błogosławiony (ur. 1833)
- 1904:
  - Antoni Wilhelm Radziwiłł, polski książę, polityk i generał pruski (ur. 1833)
  - Georg Sauerwein, niemiecki filozof, językoznawca, działacz społeczny i kulturalny, poeta, publicysta, poliglota (ur. 1831)
- 1907 – Chū Asai, japoński malarz (ur. 1856)
- 1908:
  - Gustaw Bergson, polski kupiec pochodzenia żydowskiego (ur. 1850)
  - Wasechun-Tashunka, wódz Siuksów Oglala (ur. 1840)
- 1909:
  - Enrico Hillyer Giglioli, włoski zoolog, antropolog, wykładowca akademicki (ur. 1845)
  - Lina Morgenstern, niemiecka pisarka, działaczka pacyfistyczna, polityk pochodzenia żydowskiego (ur. 1830)
- 1911 – Bronisław Łoziński, polski prawnik, historyk prawa, publicysta (ur. 1848)
- 1913:
  - Léon Bollée, francuski wynalazca, konstruktor samochodów (ur. 1870)
  - Mariano Rampolla del Tindaro, włoski kardynał, wysoki urzędnik Kurii Rzymskiej (ur. 1843)
- 1914 – Ivan Zajc, chorwacki kompozytor, dyrygent (ur. 1832)
- 1916:
  - Honorat Koźmiński, polski kapucyn, teolog, prezbiter, założyciel zgromadzeń zakonnych, błogosławiony (ur. 1829)
  - Hugo Münsterberg, niemiecki filozof, wykładowca akademicki (ur. 1863)
  - Ladislav Zápotocký, czeski związkowiec, polityk (ur. 1852)
- 1917 – Frank Gotch, amerykański wrestler pochodzenia niemieckiego (ur. 1877)
- 1918:
  - Władysław Bartynowski, polski archeolog, antykwariusz, bibliofil, kolekcjoner, numizmatyk (zm. 1832)
  - Prosz Proszjan, rosyjski rewolucjonista, polityk pochodzenia ormiańskiego (ur. 1883)
- 1919 – Julia Lermontowa, rosyjska chemik (ur. 1847)
- 1921 – Camille Saint-Saëns, francuski kompozytor, pianista, organista, dyrygent (ur. 1835)
- 1922:
  - Benedykt Filipowicz, polski dziennikarz, publicysta (ur. 1861)
  - Eliezer ben Jehuda, żydowski językoznawca, twórca współczesnego języka hebrajskiego (ur. 1858)
  - Gabriel Narutowicz, polski inżynier hydrotechnik, elektryk, polityk, minister spraw zagranicznych, pierwszy prezydent RP (ur. 1865)
- 1925:
  - William Barnes, kanadyjski strzelec sportowy (ur. 1876)
  - Maurice Lecoq, francuski strzelec sportowy (ur. 1854)
- 1926 – William Larned, amerykański tenisista (ur. 1872)
- 1928 – Elinor Wylie, amerykańska poetka, pisarka (ur. 1885)
- 1930 – Salomon Eberhard Henschen, szwedzki neurolog, wykładowca akademicki (ur. 1847)
- 1931:
  - Ernst Bahnmeyer, niemiecki pływak (ur. 1885)
  - René Borjas, urugwajski piłkarz (ur. 1897)
- 1933 – Kajetan Bojarski, polski śpiewak, działacz ruchu śpiewaczego, sędzia (ur. 1873)
- 1934:
  - Adam Ostaszewski, polski inżynier agronom, samorządowiec, prezydent Płocka (ur. 1871)
  - Stefan Popielawski, polski inżynier chemik, polityk, wojewoda białostocki (ur. 1880)
- 1935:
  - Michele Lega, włoski kardynał, wysoki urzędnik Kurii Rzymskiej (ur. 1860)
  - Adam Piłsudski, polski księgowy, samorządowiec, polityk, wiceprezydent Wilna, senator RP (ur. 1869)
  - Thelma Todd, amerykańska aktorka (ur. 1906)
- 1937:
  - John W. Brunius, szwedzki aktor, reżyser i scenarzysta filmowy (ur. 1884)
  - Blanka Mercère, polska malarka (ur. 1883)
  - George Nuttall, brytyjski bakteriolog (ur. 1862)
- 1938 – Heinrich Tischler, niemiecki malarz, grafik, architekt wnętrz (ur. 1892)
- 1939 – Tadeusz Gromnicki, polski duchowny katolicki, historyk (ur. ?)
- 1940:
  - Juan Carreño, meksykański piłkarz (ur. 1909)
  - Eugène Dubois, holenderski lekarz, anatom, geolog, antropolog (ur. 1858)
  - Billy Hamilton, amerykański baseballista (ur. 1866)
  - Filip Siphong Onphitak, tajski męczennik i błogosławiony katolicki (ur. 1907)
  - Antoni Wieczorek, polski fotograf, publicysta (ur. 1898)
- 1941:
  - Alain Gerbault, francuski żeglarz (ur. 1893)
  - Zygmunt Nawratil, polski pułkownik saperów (ur. 1876)
  - Marcin Szarski, polski prawnik, ekonomista, bankowiec, polityk, senator RP pochodzenia żydowskiego (ur. 1868)
- 1942 – Jan Błażejewski, polski kapitan pilot (ur. 1904)
- 1945:
  - Giovanni Agnelli, włoski konstruktor, przemysłowiec (ur. 1866)
  - Fumimaro Konoe, japoński polityk, premier Japonii (ur. 1891)
  - Henry Wilson, nowozelandzki rugbysta (ur. 1869)
- 1946 – Tadeusz Rutkowski, polski szeregowy (ur. 1924)
- 1947 – Harry Johnson, brytyjski bokser (ur. 1887)
- 1948:
  - Denham Fouts, amerykańska męska prostytutka (ur. 1914)
  - Heinrich Ewald Hering, niemiecki fizjolog, wykładowca akademicki (ur. 1866)
- 1949 – Sidney Olcott, kanadyjski reżyser filmowy (ur. 1873)
- 1950 – Charles Bennett, brytyjski lekkoatleta, długodystansowiec (ur. 1870)
- 1951 – Jan Czarnocki, polski geolog, muzealnik (ur. 1889)
- 1952:
  - Suren Agadżanow, radziecki generał major (ur. 1905)
  - Stanisław Mieszkowski, polski komandor (ur. 1903)
  - Zbigniew Przybyszewski, polski komandor porucznik (ur. 1907)
- 1953 – Walter Wild, szwajcarski piłkarz, działacz piłkarski (ur. 1872)
- 1956:
  - Wentworth Beaumont, brytyjski arystokrata, polityk (ur. 1890)
  - Frederick G. Donnan, irlandzki chemik, wykładowca akademicki (ur. 1870)
  - Frithjof Olstad, norweski wioślarz (ur. 1890)
- 1957:
  - Heinrich Hoffmann, niemiecki fotograf (ur. 1885)
  - Karol Mondral, polski malarz, grafik (ur. 1880)
  - José Nehín, argentyński piłkarz (ur. 1905)
- 1958 – Roman Hubczenko, polski aktor (ur. 1878)
- 1959:
  - François Gény, francuski prawnik, wykładowca akademicki (ur. 1861)
  - Siergiej Wasiljew, rosyjski reżyser filmowy (ur. 1900)
- 1961 – Jan Guderski, polski major saperów (ur. 1894)
- 1962 – Tadeusz Bocheński, polski poeta, prozaik, eseista, muzykolog, filozof (ur. 1895)
- 1963 – Gerhard von Mende, niemiecki naukowiec, pisarz, publicysta (ur. 1904)
- 1965:
  - William Somerset Maugham, brytyjski prozaik, dramaturg (ur. 1874)
  - Tito Schipa, włoski śpiewak operowy (tenor) (ur. 1888)
  - Salote Tupou III, królowa Tonga (ur. 1900)
- 1967:
  - Edward Courtney Boyle, brytyjski admirał (ur. 1883)
  - Józef Dziura, polski polityk, działacz sportowy i społeczny (ur. 1911)[6][7]
- 1968:
  - Bogdan Arnold, polski seryjny morderca (ur. 1933)
  - Carlo Costigliolo, włoski gimnastyk (ur. 1893)
- 1969 – Alphonse Castex, francuski rugbysta (ur. 1899)
- 1970:
  - Paul von Guillaume, niemiecki kierowca wyścigowy (ur. 1893)
  - Oscar Lewis, amerykański antropolog, pisarz pochodzenia żydowskiego (ur. 1914)
- 1971:
  - Leon Getz, ukraiński malarz, grafik, pedagog (ur. 1896)
  - Marian Wierzbiański, polski pedagog, dziennikarz, działacz harcerski (ur. 1902)
- 1972:
  - Ferdinand Čatloš, słowacki generał (ur. 1895)
  - Peder Marcussen, duński gimnastyk (ur. 1894)
  - Przemysław Olszewski, polski hydrobiolog, limnolog, wykładowca akademicki (ur. 1903)
  - Stanisław Sulima, polski inżynier metalurg, polityk, poseł na Sejm PRL (ur. 1918)
- 1973:
  - Tadeusz Dajewski, polski lekkoatleta, długodystansowiec (ur. 1904)
  - Pavão, portugalski piłkarz (ur. 1947)
- 1974:
  - Janina Barańska, polska położna, łączniczka, Sprawiedliwa wśród Narodów Świata (ur. 1905)
  - Iwan Susłoparow, radziecki generał major artylerii (ur. 1897)
- 1975 – Kang Sheng, chiński działacz komunistyczny (ur. 1899)
- 1976:
  - Nessa Cohen, amerykańska malarka, rzeźbiarka pochodzenia niemiecko-rosyjskiego (ur. 1885)
  - Albert Manfred, rosyjski historyk, biograf, wykładowca akademicki pochodzenia żydowskiego (ur. 1906)
- 1977:
  - Risto Jarva, fiński reżyser filmowy (ur. 1934)
  - Thomas Schippers, amerykański dyrygent (ur. 1930)
  - Roop Singh, indyjski hokeista na trawie (ur. 1910)
  - Julian Wołoszynowski, polski prozaik, dramatopisarz, aktor, krytyk teatralny (ur. 1898)
- 1978:
  - Antoni Brosz, polski tłumacz (ur. 1910)
  - Ernst Maisel, niemiecki generał porucznik (ur. 1896)
- 1979 – Vaqif Mustafazadə, azerski kompozytor i pianista jazzowy (ur. 1940)
- 1980:
  - Peter Collinson, brytyjski reżyser filmowy (ur. 1936)
  - Jan Fethke, polski pisarz, reżyser i scenarzysta filmowy (ur. 1903)
  - Harland Sanders, amerykański przedsiębiorca (ur. 1890)
  - Stanisław Tatar, polski generał brygady (ur. 1896)
  - Hellmuth Walter, niemiecki inżynier (ur. 1900)
- 1981:
  - Józef Bolesław Czekalski, polski górnik (ur. 1933)
  - Józef Krzysztof Giza, polski cieśla (ur. 1957)
  - Ryszard Józef Gzik, polski górnik (ur. 1946)
  - Antoni Kasprowicz, polski poeta, prozaik (ur. 1908)
  - Bogusław Kopczak, polski górnik (ur. 1953)
  - Joseph Murphy, irlandzki pisarz, filozof (ur. 1898)
  - Zbigniew Wilk, polski górnik (ur. 1951)
  - Zenon Zając, polski ślusarz (ur. 1959)
- 1982:
  - Barbara Biernacka, polska poetka, krytyk literacki, publicystka (ur. 1927)
  - Colin Chapman, brytyjski inżynier, konstruktor samochodów wyścigowych (ur. 1928)
- 1983:
  - Grigorij Aleksandrow, rosyjski aktor, montażysta, operator, reżyser i scenarzysta filmowy (ur. 1903)
  - Kusan Suryŏn, koreański mistrz sŏn (ur. 1909)
  - Barbara Wojciechowska, polska agronom, polityk, poseł na Sejm PRL (ur. 1940)
- 1984:
  - Bartłomiej Maria Boba, polski inżynier rolnictwa, pedagog, działacz społeczny i antykomunistyczny, bibliofil, kolekcjoner (ur. 1899)
  - Gabit Kadyrbekow, radziecki polityk (ur. 1906)
- 1985:
  - Thomas Bilotti, amerykański gangster pochodzenia włoskiego (ur. 1940)
  - Paul Castellano, amerykański gangster pochodzenia włoskiego (ur. 1915)
  - Philip Clark, amerykański rugbysta (ur. 1898)
  - Józef Lepiarczyk, polski historyk sztuki, wykładowca akademicki (ur. 1917)
- 1986 – Oleg Gonczarienko, ukraiński łyżwiarz szybki (ur. 1931)
- 1987 – Alfons Bērziņš, łotewski łyżwiarz szybki (ur. 1916)
- 1988:
  - Ryōhei Koiso, japoński piłkarz (ur. 1903)
  - Jan Obłąk, polski duchowny katolicki, biskup warmiński (ur. 1913)
- 1989:
  - Oscar Alfredo Gálvez, argentyński kierowca wyścigowy (ur. 1913)
  - Henryk Krajewski, polski podpułkownik, żołnierz AK, cichociemny (ur. 1898)
  - Tadeusz Łepkowski, polski historyk, wykładowca akademicki (ur. 1927)
  - Silvana Mangano, włoska aktorka, tancerka, modelka (ur. 1930)
  - Aileen Pringle, amerykańska aktorka (ur. 1895)
  - Lee Van Cleef, amerykański aktor (ur. 1925)
- 1990:
  - Marc Augier, francuski antykapitalista, faszysta, polityk, pisarz, alpinista (ur. 1908)
  - Mariusz Gorczyński, polski aktor (ur. 1933)
  - Jackie Mittoo, jamajski pianista, kompozytor, członek zespołu The Skatalites (ur. 1948)
  - Józef Szafraniec, polski pasjonista, misjonarz, rekolekcjonista (ur. 1914)
  - Jan Tacina, polski muzyk, etnograf, pedagog (ur. 1909)
- 1991:
  - Zbigniew Dydek, polski polityk, poseł na Sejm PRL (ur. 1923)
  - Bogusława Jeżowska-Trzebiatowska, polska fizyk, chemik, wykładowczyni akademicka (ur. 1908)
  - Tadeusz Nestorowicz, polski ekonomista, dyplomata, polityk, minister handlu zagranicznego (ur. 1928)
  - Pier Vittorio Tondelli, włoski pisarz (ur. 1955)
- 1992:
  - Anton Koolhaas, holenderski pisarz, dziennikarz, scenarzysta filmowy (ur. 1912)
  - Wacław Kubacki, polski pisarz, historyk literatury (ur. 1907)
  - Marian Renke, polski działacz sportowy, dyplomata, polityk, poseł na Sejm PRL (ur. 1930)
- 1993:
  - Moses Gunn, amerykański aktor (ur. 1929)
  - Charles Moore, amerykański architekt (ur. 1925)
  - Kakuei Tanaka, japoński polityk, premier Japonii (ur. 1918)
- 1994:
  - Andrzej Hołowiej, polski kierowca wyścigowy (ur. 1952)
  - Andrzej Zajączkowski, polski socjolog, antropolog kulturowy, afrykanista, wykładowca akademicki (ur. 1922)
- 1995:
  - Johnny Moss, amerykański zawodowy pokerzysta (ur. 1907)
  - Mariele Ventre, włoska pianistka, dyrygent, pedagog (ur. 1939)
- 1996:
  - Sven Bergqvist, szwedzki hokeista, piłkarz, bramkarz (ur. 1914)
  - Anatol Mirowicz, polski językoznawca, rusycysta (ur. 1903)
- 1997 – Pawoł Völkel, górnołużycki pisarz, językoznawca, slawista, wydawca (ur. 1931)
- 1998:
  - William Gaddis, amerykański pisarz (ur. 1922)
  - Edward Pietkiewicz, polski dyplomata, pisarz (ur. 1909)
- 1999:
  - Serafina (Czorna), rosyjska chemik, mniszka prawosławna (ur. 1914)
  - Michael McCready, amerykański zapaśnik (ur. 1950)
- 2000:
  - Blue Demon, meksykański luchador, aktor (ur. 1922)
  - Witold Henryk Paryski, polski krajoznawca, taternik, ratownik górski (ur. 1909)
- 2001:
  - Stefan Heym, niemiecki pisarz pochodzenia żydowskiego (ur. 1913)
  - Carwood Lipton, amerykański podporucznik (ur. 1920)
  - Villy Sørensen, duński pisarz (ur. 1929)
- 2003 – Veikko Sinisalo, fiński aktor (ur. 1926)
- 2004 – Hans-Rudolf Rösing, niemiecki kontradmirał (ur. 1905)
- 2005:
  - Adolf Adam, niemiecki duchowny katolicki, teolog (ur. 1912)
  - Anthony Barber, brytyjski polityk (ur. 1920)
  - Kenneth Bulmer, brytyjski pisarz science fiction i fantasy (ur. 1921)
  - Jeleazar Mieletinski, rosyjski mitoznawca, badacz folkloru i literatury (ur. 1918)
  - John Spencer, amerykański aktor (ur. 1946)
  - Rudolf Titzck, niemiecki polityk (ur. 1925)
  - Jerzy Wilmański, polski pisarz, dziennikarz (ur. 1936)
- 2006 – Ryszard Liskowacki, polski prozaik, dramaturg, poeta, dziennikarz, publicysta (ur. 1932)
- 2007:
  - Zbigniew Brzeziński, polski epidemiolog (ur. 1928)
  - Dan Fogelberg, amerykański muzyk (ur. 1951)
  - Jim Holstein, amerykański koszykarz (ur. 1930)
- 2008:
  - Sam Bottoms, amerykański aktor, producent filmowy i telewizyjny (ur. 1955)
  - Nikola Karaklajić, serbski szachista (ur. 1926)
  - Manoł Manołow, bułgarski piłkarz, bramkarz, trener (ur. 1925)
- 2009:
  - Henryk Braun, polski lekkoatleta, długodystansowiec (ur. 1912)
  - Jegor Gajdar, rosyjski polityk, premier Rosji (ur. 1956)
  - Ihor Szolin, ukraiński piłkarz (ur. 1985)
- 2010:
  - Frank Duffy, szkocki curler (ur. 1959)
  - Tomasz Dziubiński, polski menedżer muzyczny (ur. 1961)
- 2011:
  - Dan Frazer, amerykański aktor (ur. 1921)
  - Romuald Wołk, polski inżynier i projektant (ur. 1920)
- 2012:
  - Andrzej Dłużniewski, polski malarz, rysownik, grafik (ur. 1939)
  - Iñaki Lejarreta, hiszpański kolarz górski i szosowy (ur. 1983)
  - Adam Ndlovu, zimbabwejski piłkarz (ur. 1970)
- 2013:
  - Jan Chyliński, polski polityk, dyplomata (ur. 1925)
  - Wojciech Deneka, polski aktor (ur. 1946)
  - Henryk Majewicz, polski zegarmistrz, żołnierz AK, uczestnik powstania warszawskiego (ur. 1925)
  - Ray Price, amerykański piosenkarz country (ur. 1926)
  - Kordian Tarasiewicz, polski przedsiębiorca, publicysta (ur. 1910)
- 2014:
  - Reidar Dørum, norweski piłkarz (ur. 1925)
  - Ernie Terrell, amerykański bokser (ur. 1939)
- 2016:
  - Michał Bristiger, polski muzykolog, krytyk muzyczny, publicysta (ur. 1921)
  - Imrich Gablech, słowacki pilot wojskowy (ur. 1915)
  - Faina Mielnik, rosyjska lekkoatletka, dyskobolka (ur. 1945)
- 2017:
  - Henryk Barylski, polski żużlowiec (ur. 1944)
  - Wilhelm Gaj-Piotrowski, polski duchowny katolicki, historyk, etnograf, regionalista (ur. 1924)
  - Jadwiga Has, polska poetka, dramatopisarka, autorka tekstów piosenek (ur. 1945)
  - Angela Kokola, grecka urzędnik państwowa, polityk, eurodeputowana (ur. 1932)
  - Sharon Laws, brytyjska kolarka szosowa (ur. 1974)
  - Keely Smith, amerykańska piosenkarka (ur. 1928)
  - Jadwiga Smykowska, polska graficzka, drzeworytniczka (ur. 1945)
- 2018:
  - Eugène Philippe LaRocque, kanadyjski duchowny katolicki, biskup Alexandria-Cornwall (ur. 1927)
  - Bartosz Niedzielski, polski dziennikarz, działacz społeczny (ur. 1983)
- 2019 – Danuta Pupek-Musialik, polska lekarka, specjalistka chorób wewnętrznych (ur. ?)
- 2020:
  - Flavio Cotti, szwajcarski polityk, minister spraw wewnętrznych i spraw zagranicznych, prezydent Szwajcarii (ur. 1939)
  - Peter Yariyok Jatau, nigeryjski duchowny katolicki, arcybiskup Kaduny (ur. 1931)
  - Joseph Kyeong Kap-ryong, południowokoreański duchowny katolicki, biskup pomocniczy Seulu, biskup Daejeon (ur. 1930)
  - Mieczysław Madejski, polski inżynier, działacz konspiracji antyhitlerowskiej, uczestnik powstania warszawskiego, działacz polonijny (ur. 1923)
  - Adam Przybysz, polski plastyk, rzeźbiarz, malarz (ur. 1950)
  - Kálmán Sóvári, węgierski piłkarz (ur. 1940)
  - Wacław Szybalski, polski onkolog, genetyk, biotechnolog (ur. 1921)
  - Stephen Tjephe, birmański duchowny katolicki, biskup Loikaw (ur. 1955)
- 2021:
  - Tadeusz Chachaj, polski dyrygent, kompozytor, aranżer (ur. 1929)
  - Dariusz Ciszewski, polski samorządowiec, menedżer, przedsiębiorca, związkowiec (ur. 1964)
  - Pavle Dešpalj, chorwacki dyrygent, kompozytor, aranżer (ur. 1934)
  - Manuel Seco, hiszpański filolog romański, leksykograf (ur. 1928)
- 2022:
  - Robert Adamson, australijski poeta (ur. 1943)
  - Antonín Bajaja, czeski pisarz, dziennikarz (ur. 1942)
  - Paul De Keersmaeker, belgijski prawnik, samorządowiec, polityk, burmistrz Asse, eurodeputowany (ur. 1929)
  - Bogdan Łysak, polski inżynier, działacz państwowy i gospodarczy, polityk, poseł na Sejm PRL (ur. 1936)
  - Siniša Mihajlović, serbski piłkarz, trener (ur. 1969)
  - Zofia Wielowieyska, polska żeglarka, taterniczka, działaczka katolicka (ur. 1929)
- 2023:
  - Nawwaf al-Ahmad al-Dżabir as-Sabah, emir Kuwejtu (ur. 1937)
  - Rolando Garbey, kubański bokser (ur. 1947)
  - Richard Hunt, amerykański rzeźbiarz (ur. 1935)
  - Antonio Negri, włoski etyk, marksistowski filozof polityczny, pisarz (ur. 1933)
  - Rosita Pelayo, meksykańska aktorka (ur. 1958)
  - Oleg Riachowski, rosyjski lekkoatleta, trójskoczek, profesor nauk technicznych (ur. 1933)
  - Kenpachirō Satsuma, japoński aktor (ur. 1947)
- 2024:
  - Etienne Nguyễn Như Thể, wietnamski duchowny katolicki, arcybiskup Huế (ur. 1935)
  - Kader Rahman, hongkoński hokeista na trawie (ur. 1938)
  - Dick Van Arsdale, amerykański koszykarz (ur. 1943)
  - Wittekind Waldeck-Pyrmont, niemiecki arystokrata (ur. 1936)